# Saint-Jacques-des-Guérets
Saint-Jacques-des-Guérets là một xã thuộc tỉnh Loir-et-Cher miền trung nước Pháp.